# Fernando Vázquez (cầu thủ bóng đá)
Fernando Vázquez Sánchez (sinh ngày 3 tháng 3 năm 1999) là một cầu thủ bóng đá người México thi đấu ở vị trí tiền đạo cho Oaxaca theo dạng cho mượn từ Club Atlas.